# Cláudia Celeste
Cláudia Celeste (Río de Janeiro, 14 de julio de 1952 - 13 de mayo de 2018) fue una actriz y bailarina brasileña. Fue la primera travesti en actuar como actriz en telenovelas brasileñas. Nacida en el barrio carioca de Vila Isabel, recibió su nombre artístico de Carlos Imperial, cuando asistió a su espectáculo Era uma vez no Carnaval en el Teatro Rival en 1973.

## Carrera

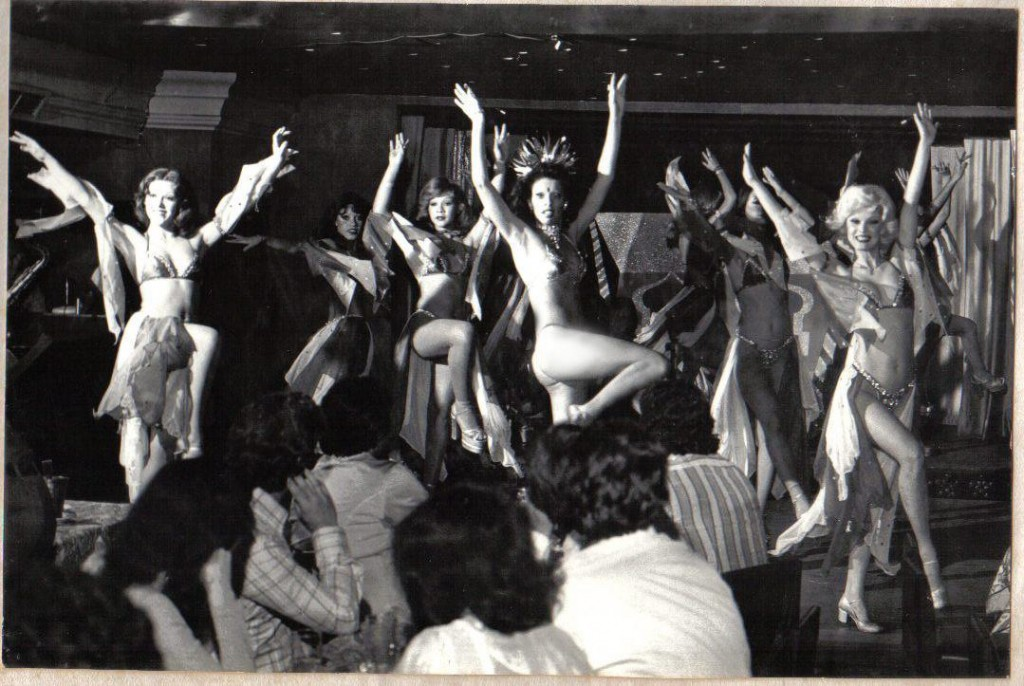
Claudia en uno de los varios shows que hizo en la discoteca Erótika antes de 1973

Comenzó su carrera de baile en la discoteca Beco das Garrafas. En 1976, fue elegida Miss Brasil Trans (en ese momento "Miss Brasil Gay") y, con el título, llamó la atención de los productores que la invitaron a actuar en la película Motel de 1975. En 1977, Daniel Filho invitó a Cláudia a participar en la telenovela Espelho Mágico, junto a Sônia Braga, actuando como corista en el núcleo de los personajes que trabajaban en un teatro. Su participación fue noticia en los periódicos de la época, como "La primera travesti de la TV" y fue a través de la prensa que Daniel Filho se enteró de que la bailarina era transexual. Cláudia había filmado otras escenas para la telenovela, pero con las repercusiones de la primera que salió al aire, la dirección de TV Globo decidió no transmitir las otras escenas, poniendo así fin a su primera actuación en telenovelas.

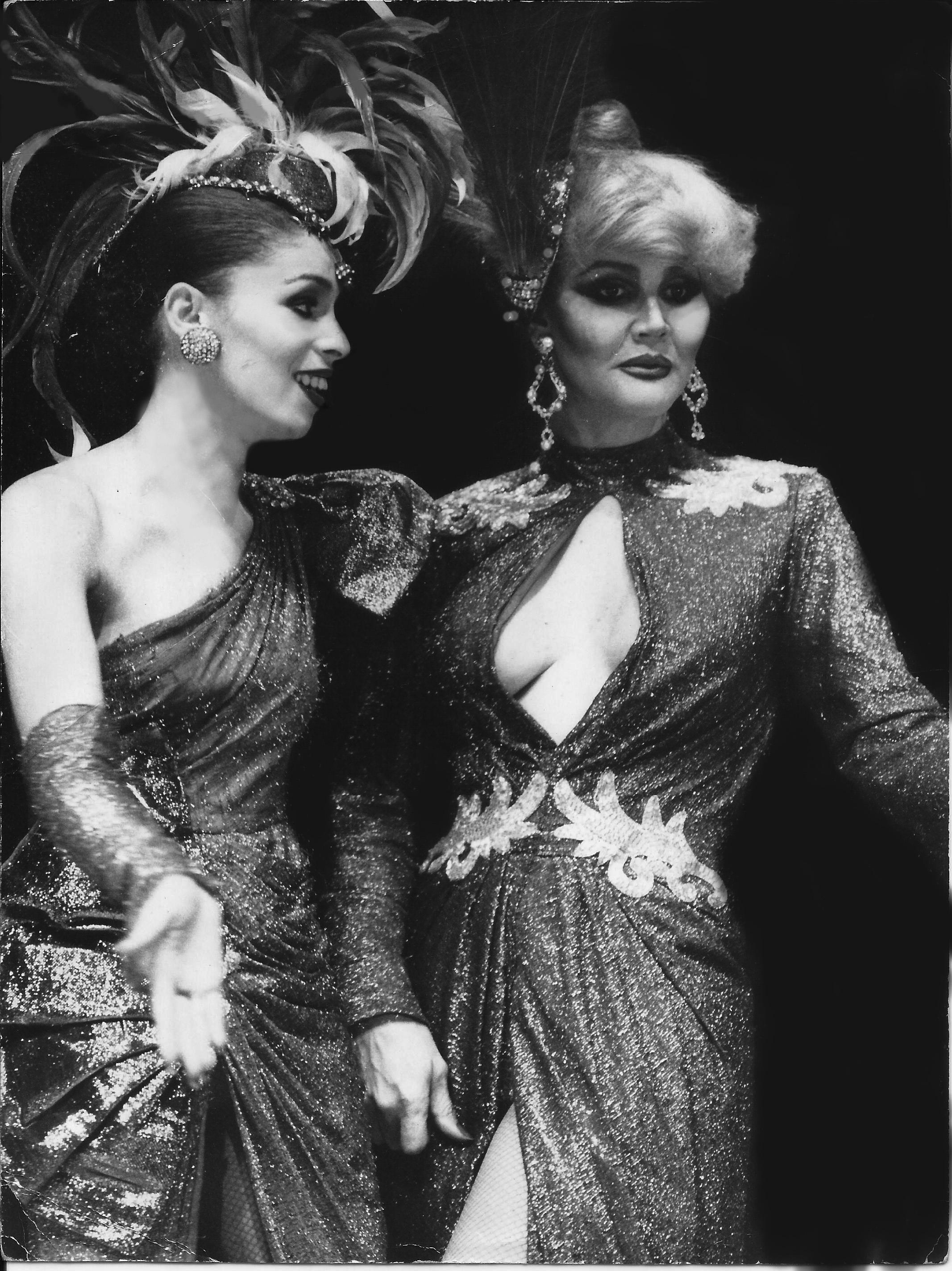
Claudia y Jane di Castro en la obra Fantasía Gay de 1982

En 1982, Cláudia actuó en dos películas brasileñas: Beijo na Boca, de Paulo Sérgio de Almeida, y Punk's, Os Filhos da Noite, de Levi Salgado.
En 1988 actuó, de principio a fin, en la telenovela Olho por Olho , de Rede Manchete, en el papel de la travesti Dinorá. En ese momento, entró en la historia de la televisión brasileña como la primera travesti que trabajaba con un personaje fijo en una telenovela.
En el teatro, Cláudia actuó en cientos de espectáculos como Fantasía Gay, de 1982, bajo la dirección de Bibi Ferreira, Bonecas com Tudo em Cima y Febre.
La actriz y bailarina falleció el 13 de mayo de 2018 por complicaciones de una neumonía.

## Homenaje
El 21 de agosto de 2022, Cláudia Celeste fue homenajeada con un doodle por Google Brasil.